# Награди „Оскар“ (62-ра церемония)
Шестдесет и втората церемония по връчване на филмовите награди „Оскар“ се провежда на 26 март 1990 година. На нея се връчват призове за най-добри постижения във филмовото изкуство за предходната 1989 година. През тади година, събитието се завръща в залата „Дороти Чандлър Павилион“, Лос Анджелис, Калифорния, която обаче е с по-малък капацитет за зрителски места. Това създава известна суматоха в обществото около опитите за снабдяване с билети, принуждавайки продуцентите да излязат с изявление, че през следващата година ще проведат церемонията в по-голям театър. Това е първото представление с водещ актьорът Били Кристъл, който ще се превърне в основно конферансие през следващото десетилетие.
Големият победител на вечерта е комедийната драма „Да возиш мис Дейзи”, на режисьора Брус Бересфорд, номинирана за отличието в 9 категории, печелейки 4 от тях. Това обаче е едва третия филм в историята на Оскарите, който печели най-голямата награда без режисьорът му дори да е номиниран в категорията за най-добър режисьор.
Сред останалите основни заглавия са военните драми „Роден на четвърти юли“ на Оливър Стоун, и „Слава“ на Едуард Цвик и драмата „Моят ляв крак“ на Джим Шеридън.
Осемдесет-годишната Джесика Тенди се превръща в най-възрастната актриса печелила приза за най-добра главна женска роля.

## Филми с множество номинации и награди
| Долуизброените филми получават повече от 2 номинации в различните категории за настоящата церемония: - 9 номинации – Да возиш мис Дейзи - 8 номинации – Роден на четвърти юли - 5 номинации – Слава, Моят ляв крак - 4 номинации – Бездната, Приключенията на Барон фон Мюнхаузен, Обществото на мъртвите поети, Прословутите братя Бейкър - 3 номинации – Престъпления и прегрешения, Врагове: Любовна история, Поле на мечтите, Хенри V, Индиана Джоунс и последният кръстоносен поход, Малката русалка | Долуизброените филми получават повече от 1 награда „Оскар“ на настоящата церемония: - 4 статуетки – Да возиш мис Дейзи - 3 статуетки – Слава - 2 статуетки – Роден на четвърти юли, Малката русалка, Моят ляв крак |

## Номинации и награди
Долната таблица показва номинациите за наградите в основните категории. Победителите са изписани на първо място с удебелен шрифт.
| Най-добър филм | Най-добър режисьор |
| --- | --- |
| - Да возиш мис Дейзи - Роден на четвърти юли - Обществото на мъртвите поети - Поле на мечтите - Моят ляв крак                                                                                         | - Оливър Стоун – Роден на четвърти юли - Уди Алън – Престъпления и прегрешения - Кенет Брана – Хенри V - Джим Шеридън – Моят ляв крак - Питър Уиър – Обществото на мъртвите поети                                                        |
| Най-добра мъжка роля | Най-добра женска роля |
| - Дениъл Дей-Люис – Моят ляв крак - Кенет Брана – Хенри V - Том Круз – Роден на четвърти юли - Морган Фрийман – Да возиш мис Дейзи - Робин Уилямс – Обществото на мъртвите поети                      | - Джесика Тенди – Да возиш мис Дейзи - Изабел Аджани – Камий Клодел - Полин Колинс – Шърли Валънтайн - Джесика Ланг – Музикална кутия - Мишел Пфайфър – Прословутите братя Бейкър                                                        |
| Най-добра поддържаща мъжка роля | Най-добра поддържаща женска роля |
| - Дензъл Уошингтън – Слава - Дани Айело – Прави каквото трябва - Дан Акройд – Да возиш мис Дейзи - Марлон Брандо – Сух бял сезон - Мартин Ландау – Престъпления и прегрешения                         | - Бренда Фрикър – Моят ляв крак - Анжелика Хюстън – Врагове: Любовна история - Лена Улин – Врагове: Любовна история - Джулия Робъртс – Стоманени магнолии - Даян Уийст – Родителство                                                     |
| Най-добър оригинален сценарий | Най-добър адаптиран сценарий |
| - Обществото на мъртвите поети – Том Шулман - Престъпления и прегрешения – Уди Алън - Прави каквото трябва – Спайк Лий - Секс, лъжи и видео – Стивън Содърбърг - Когато Хари срещна Сали – Нора Ефрон | - Да возиш мис Дейзи – Алфред Юри - Роден на четвърти юли – Оливър Стоун и Рон Ковиц - Врагове: Любовна история – Роджър Саймън и Пол Мазурски - Поле на мечтите – Фил Алдън Робинсън - Моят ляв крак – Джим Шеридън и Shane Connaughton |
| Най-добра кинематография (операторско майсторство) | Най-добър чуждоезичен филм |
| - Слава – Фреди Франсис - Бездната – Микаел Соломон - Блейз – Хаскел Уекслър - Роден на четвърти юли – Робърт Ричардсън - Прословутите братя Бейкър – Майкъл Балхаус                                  | - Ново кино Парадизо (Италия) - Камий Клодел (Франция) - Исус от Монреал (Канада) - Спомени от един брак (Дания) - Какво се случи със Сантиаго (Пуерто Рико)                                                                             |

## Галерия
| Оливър Стоун „Оскар“ за режисура | Дениъл Дей-Люис „Оскар“ за главна мъжка роля | Джесика Тенди „Оскар“ за главна женска роля | Дензъл Уошингтън „Оскар“ за поддържаща мъжка роля | Бренда Фрикър „Оскар“ за поддържаща женска роля |
| -------------------------------- | -------------------------------------------- | ------------------------------------------- | ------------------------------------------------- | ----------------------------------------------- |
|                                  |                                              |                                             |                                                   |                                                 |